# Фрідріхсгафен
Фрідріхсгафен  (нім. Friedrichshafen, алем. Hafe, Fridrichshafe) — місто в Німеччині, у федеральній землі Баден-Вюртемберг на північному березі Боденського озера.

## Історія

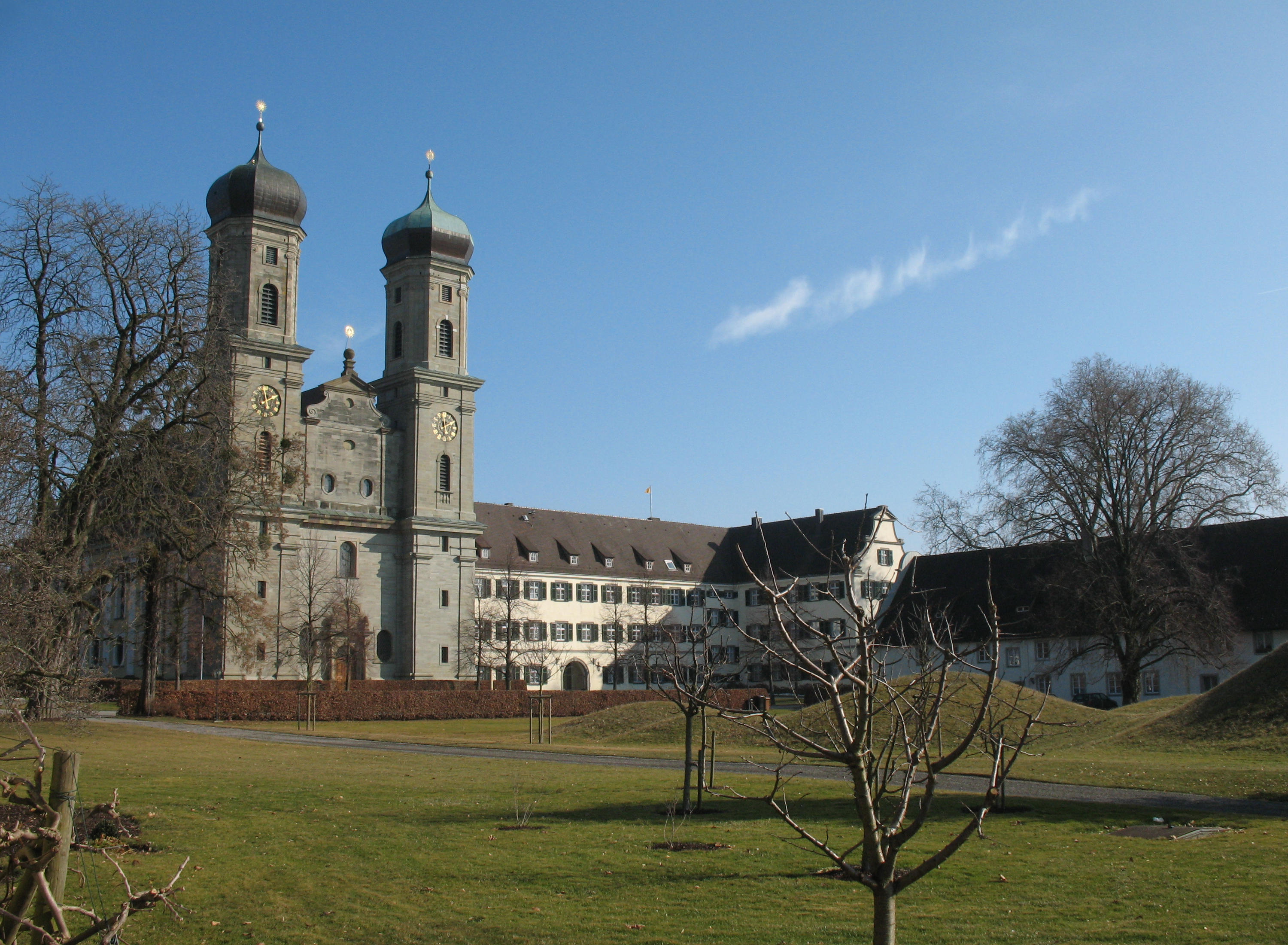
Фрідріхсгафенський замок

Фрідріхсгафен засновано 1811 року. Тоді вільне місто-держава Бухгорн об'єднали із сусіднім селом і монастирем Гофен. 2011 року Фрідріхсгафен відзначив своє 200-річчя.
Місто назвали на честь вюртемберзького короля Фрідріха I. За часів цього правителя місто зазнало період розквіту, ставши привілейованим портом в торгівлі з Швейцарією. Колишній монастир Гофен було перебудовано на королівський палац. У 19 столітті Фрідріхсгафен був літньою резиденцією вюртемберзьких монархів.
8 листопада 1947 року було відкрито першу ділянку Королівської Вюртемберзької залізниці, яка поєднала Фрідріхсгафен із Равенсбургом.
Окрім залізниці велику роль в індустріалізації міста відіграв Фердінанд фон Цеппелін. Саме тут граф Цеппелін організував будівництво дирижаблів. 2 липня 1900 року у повітря піднялася перша модель дирижабля Цеппеліна LZ1. 1912 року до Фрідріхсгафена переїхала заснована Вільгельмом Майбахом фірма з виробництва авіамоторів «Luftfahrzeug-Motorenbau GmbH». У Фрідріхсгафені керівництво фірмою перейняв на себе син Вільгельма Майбаха Карл Майбах.
Розвиток авіаційної промисловості прискорився з початком Першої світової війни, оскільки авіація стала важливим інструментом ведення війни. 1922 року Бюро Дорньє, яке займалося літакобудуванням в рамках фірми Цеппеліна, очолив Клод Дорньє, який згодом заснував незалежне підприємство Dornier.
У часи націонал-соціалізму Фрідріхсгафен став відомим курортом для робітничого класу. Промисловість була переведена на військові рейки. У часи Другої світової війни на підприємствах міста працювало 14 000 іноземних робітників, з яких 1000 в'язнів концентраційних таборів. Через численні підприємства важкої промисловості Фрідріхсгафен зазнав 11 нищівних бомбардувань англо-американської авіації. У кінці війни місто не зазнало повного зруйнування завдяки бургомістрові, який проігнорував наказ з Берліна битися до останнього.
Після війни фірми Дорньє та Цеппелін були розпущені окупаційною владою. 1950 року місто було розчищене від завалів, й почалося планування нової забудови.
1973 року місто стало центром району Бодензее. 1992 року з Фрідріхсгафена було виведено французький гарнізон, що дислокувався тут з 1945 року.

## Спорт
Місцевий чоловічий волейбольний клуб — переможець Ліги чемпіонів ЄКВ 2006—2007.

## Відомі особистості

### Народилися

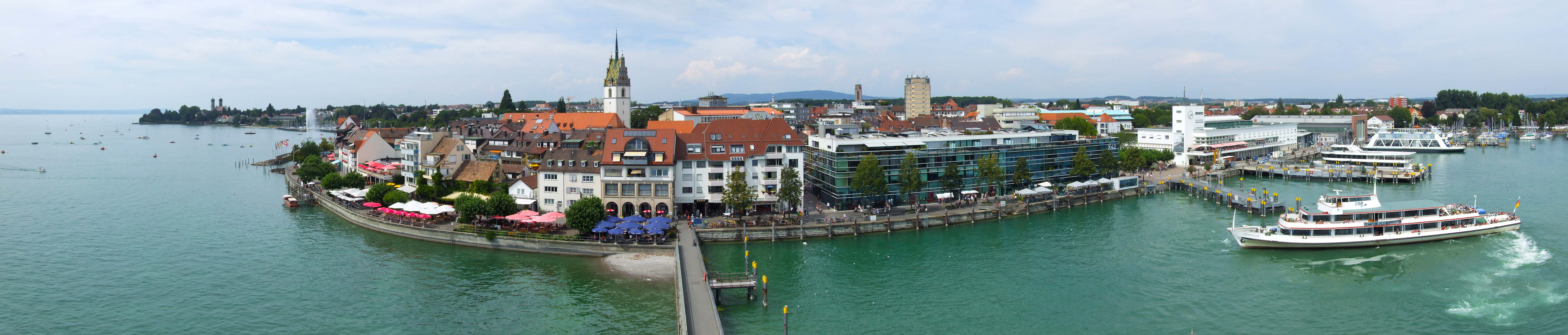
Панорама міста

- Георг Краус (* 1965) — фахівець із менеджменту.